# Mikrogatunek
Mikrogatunek (microspecies, z gr. μικρός – mały i łac. species – gatunek) – w tradycyjnym ujęciu nieprecyzyjne pojęcie, odnoszące się do gatunków, których cechy wyróżniające są trudne do zaobserwowania. We współczesnej botanice termin ten rezerwuje się dla gatunków, wchodzących w skład kompleksów apomiktycznych, to znaczy grup roślin, rozmnażających się wyłącznie lub prawie wyłącznie przez apomiksję (bezpłciowo). Badaniem mikrogatunków zajmuje się mikrotaksonomia.

## Definicja ewolucyjna

### Mikrogatunki
Z punktu widzenia biologii ewolucyjnej mikrogatunki apomiktyczne to gatunki agamiczne (agamospecies), podstawowe jednostki ewolucyjne (basic evolutionary units), odznaczające się stałością cech, oddzielone od innych podobnych jednostek nieciągłościami w przestrzeni zmienności.

### Mikrogatunki a drobne gatunki i jordanony
Używany często termin drobne gatunki jest szerszy niż mikrogatunki. Drobne gatunki to mniejsze jednostki, na które można podzielić wszelkiego rodzaju gatunki zbiorowe, natomiast terminu mikrogatunki używa się wyłącznie w odniesieniu do kompleksów (agregatów) apomiktycznych. Jeszcze szerszym pojęciem jest jordanon (od nazwiska botanika Alexisa Jordana), który oznacza podrzędne wydzielenie gatunku roślinnego (linneonu, od nazwiska Linneusza), które nie ulega zmianie w hodowli i jest rozpoznawalne na podstawie szczegółów morfologicznych. Taksony takie powstają u roślin samopłodnych, często w odniesieniu do populacji dodatkowo izolowanych ekologicznie lub geograficznie. Jordanon może być klasyfikowany w randze gatunku, mikrogatunku lub odmiany, aczkolwiek niektórzy autorzy krytykują nadawanie im rangi gatunków. Ich zastrzeżenia budzi nietrwałość tych form – wcześniej czy później zwykle następuje u nich zapłodnienie krzyżowe i typy rekombinacyjne nie zachowują już dotychczasowego zestawu cech diagnostycznych. Duże liczby jordanonów opisano w odniesieniu do wiosnówki pospolitej Erophila verna (ponad 200), tasznika pospolitego Capsella bursa-pastoris (ok. 70), starca zwyczajnego Senecio vulgaris (ok. 12 tylko w Wielkiej Brytanii), Vulpia microstachys (ok. 8 w Ameryce Północnej).

## Główne grupy apomiktyczne Europy

### Ogólny przegląd i stan zbadania
Główne kompleksy apomiktyczne, występujące w Europie Środkowej, to jastrzębce (Hieracium), mniszki (Taraxacum), jeżyny (Rubus subgen. Rubus), jarzęby (Sorbus) oraz jaskry różnolistne (Ranunculus auricomus aggr.). Przywrotniki (Alchemilla) są również kompleksem apomiktycznym, który jednak, w odróżnieniu od pozostałych, jest stosunkowo dobrze zbadany.
W standardowej pracy botanicznej rośliny należące do kompleksów apomiktycznych oznacza się najczęściej jedynie do poziomu kompleksu (agregatu), natomiast oznaczenia na poziomie mikrogatunków są w stanie w wielu przypadkach dokonać jedynie specjaliści od danej grupy. Na przykład kompleks Taraxacum officinale aggr. odpowiada kilkuset mikrogatunkom. Stan zbadania poszczególnych kompleksów jest różny i zależy od rozpatrywanego obszaru. Współczesne flory krytyczne najczęściej uwzględniają mikrogatunki, o ile są wystarczająco zbadane, natomiast praktyczne klucze do oznaczania zatrzymują się na poziomie kompleksów lub ich podwydzieleń (sekcje w obrębie rodzajów Hieracium i Taraxacum).

### Jastrzębiec (Hieracium)
Jest to prawdopodobnie najbardziej zróżnicowany kompleks apomiktyczny. Z Wysp Brytyjskich podano 412 mikrogatunków, natomiast całkowita liczba mikrogatunków w Skandynawii znacznie przekracza 1000 (ok. 5000 według wstępnych estymacji Flora Nordica).
Istnieją dwie szkoły hieracjologiczne: szkoła środkowoeuropejska (ujęcie Karla Hermanna Zahna) opisuje mikrogatunki jako podgatunki gatunków zbiorowych, natomiast szkoła skandynawsko-brytyjska ujmuje mikrogatunki jako gatunki. Na przykład ten sam mikrogatunek w standardowym ujęciu niemieckim będzie znany jako Hieracium laevigatum Willd. subsp. pardalinum (Dahlst.) Zahn, a w standardowym ujęciu skandynawskim jako Hieracium pardalinum Dahlst. Opracowanie we Florze Polskiej jest wykonane według zasad szkoły środkowoeuropejskiej i dla niektórych gatunków zbiorowych podaje jedynie liczby mikrogatunków (np. dla Hieracium vulgatum "ponad 200 podgatunków", bez nazw). Znanymi hieracjologami byli Hugo Dahlstedt, Casimir Arvet-Touvet, Karl Hermann Zahn, Knud Wiinstedt, Herbert William Pugsley i Albert Üksip. W Polsce badania hieracjologiczne prowadzi Zbigniew Szeląg.

### Mniszek (Taraxacum)
Według listy zestawionej w 2010 (z uzupełnieniami) w Polsce stwierdzono występowanie 375 gatunków (mikrogatunków) mniszków, z czego 292 należy do sekcji Taraxacum (= Ruderalia), czyli odpowiada szerokiemu ujęciu gatunku zbiorowego mniszek lekarski (Taraxacum officinale aggr.), 24 do sekcji Erythrosperma, 23 do sekcji Palustria, a pozostałych 36 do 9 lub 10 innych sekcji (w zależności od ujęcia taksonomicznego). Dla porównania, w całej Europie do sekcji Palustria należy ponad 120 gatunków. W Niemczech stwierdzono dotąd 412 gatunków mniszków, przy czym ocenia się, iż liczba ta odpowiada około 30% rzeczywistej różnorodności. Na Wyspach Brytyjskich stwierdzono 232 gatunki. Z Czech podano 179 gatunków. Znanymi taraksakologami byli Heinrich von Handel-Mazzetti, Gunnar Marklund i Johannes Leendert van Soest. W Polsce badania taraksakologiczne prowadzili m.in. Janina Małecka i Tadeusz Tacik.

### Jeżyna (Rubussubgen.Rubus)
Według monografii rodzaju Rubus Jerzego Zielińskiego (2004) w Polsce stwierdzono 90 taksonów (gatunków i mieszańców), z czego 83 to apomikty z podrodzaju Rubus subgen. Rubus. W Polsce bardzo wyraźnie zaznacza się gradient bioróżnorodności jeżyn: najbogatsza jest Polska południowo-zachodnia, gdzie w jednym kwadracie sieci ATPOL o powierzchni 100 km² często występuje ponad 20 gatunków; w Polsce północno-wschodniej prawie nigdy nie występuje więcej niż 5 gatunków na kwadrat.
W Niemczech stwierdzono ponad 400 gatunków, a w Wielkiej Brytanii 307.
Badaniem jeżyn zajmuje się batologia (z gr. βάτος – jeżyna). Na terytorium Polski badania batologiczne prowadzili m.in. Franz Joseph Spribille, Witold Kulesza i Jerzy Zieliński.

### Jarząb (Sorbus)
Z Niemiec podano 38 mikrogatunków apomiktycznych i 4 mieszańce, a z Wielkiej Brytanii 44 gatunki i 8 mieszańców.

### Jaskry różnolistne (Ranunculus auricomusaggr.)
Cechą charakterystyczną tej grupy jaskrów jest występowanie bardzo silnej różnolistności: w rozwoju osobniczym kolejne liście mają różne kształty. Dla poszczególnych mikrogatunków charakterystyczne są przede wszystkim sekwencje ontogenetyczne wszystkich liści (cykle liściowe) oraz kształt dna kwiatowego (torusa).
Zmienność tego kompleksu apomiktycznego starano się uporządkować, dzieląc go na kilka gatunków zbiorowych. W Skandynawii przyjmowano istnienie czterech takich gatunków: jaskier kaszubski (Ranunculus cassubicus), jaskier fałszywy (Ranunculus fallax), jaskier różnolistny (Ranunculus auricomus) oraz Ranunculus monophyllus. Standardowa dla tego obszaru Flora Nordica odchodzi od używania tych nazw dla grup mikrogatunków, które oznacza jedynie numerami (Grades I–IV); w tym ujęciu nazwy odnoszą się jedynie do poszczególnych mikrogatunków. W Polsce całość kompleksu dzielono zwykle jedynie na dwa gatunki, Ranunculus cassubicus i Ranunculus auricomus.
Grupa poznana bardzo nierównomiernie. Niektóre obszary, jak Saksonia, Alzacja, Austria, czy pewne regiony Szwecji (zwłaszcza Sudermania) są opracowane szczegółowo. Znanymi ranunkulologami byli Gunnar Marklund, Gustav Kvist i Erik Julin. Dla Polski istnieją jedynie dwa większe opracowania: Adama Jasiewicza, dotyczące głównie okolic Miechowa, oraz charakterystyka okolic Darłowa i Sławna na Pomorzu Zachodnim; ponadto opublikowano opis jednego gatunku z Polski środkowej. Pojedyncze dane z terenu Dolnego Śląska znajdują się także w monografii jaskrów Saksonii Franza Dunkela.

### Przywrotnik (Alchemilla)
Do rodzaju Alchemilla należy ponad 1000 gatunków, które są w znacznej mierze apomiktami. Z obszaru objętego Hegi-Flora (standardowa flora środkowej Europy, Niemcy i Austria w granicach sprzed 1914) podano 137 gatunków, a z obszaru objętego Florą polską (Polska i ziemie ościenne) – 54 gatunki. Badania nad przywrotnikami rozpoczął Robert Buser, prowadził je potem między innymi Sigurd Fröhner, a w Polsce Bogumił Pawłowski. 

### Rozmieszczenie geograficzne
Mikrogatunki apomiktyczne mają często bardzo małe zasięgi geograficzne. Mniszek pieniński znany jest z jednego pasma w Pieninach. Liczne gatunki przywrotników, np. przywrotnik polski (Alchemilla polonica) czy przywrotnik tatrzański (Alchemilla polonica) znane są tylko z Tatr. Jaskier Ranunculus truniacus znany jest z dwóch stanowisk w Alpach austriackich.
Hieracjolog szwedzki Torbjörn Tyler wykazał, że spośród 29 gatunków jastrzębców z sekcji Hieracium, Vulgata (incl. Bifida) i Oreadea, które podawano jako wspólne dla Wielkiej Brytanii i Skandynawii, tylko cztery naprawdę występują na obu tych obszarach. Liczne gatunki jastrzębców znane są z pojedynczych stanowisk, np. Hieracium ochthophilum występuje jedynie w Allt nan Giubhas koło Kingshouse w hrabstwie Argyllshire (Szkocja). Przykładem gatunku szeroko rozpowszechnionego jest natomiast Hieracium neopinnatifidum, znany ze Skandynawii, Niemiec i Francji.
W obrębie niektórych kompleksów apomiktycznych w południowej Europie występują również gatunki rozmnażające się płciowo, np. jeżyna Rubus ulmifolius lub jaskry Ranunculus cassubicifolius, Ranunculus carpaticola, Ranunculus flabellifolius i Ranunculus cebennensis.